# بارکس
بارکس (به اسپانیایی: Barx) یک شهرستان در اسپانیا است که در Safor واقع شده‌است.

## خصوصیات
بارکس ۱۶٫۱ کیلومترمربع مساحت و ۱٬۴۸۱ نفر جمعیت دارد و ۳۲۵ متر بالاتر از سطح دریا واقع شده‌است.